# 슈마기 볼크바제
슈마기 볼크바제(조지아어: შმაგი ბოლქვაძე, 1994년 7월 26일~)는 조지아의 레슬링 선수이다. 2016년 하계 올림픽 남자 그레코로만형 라이트급 동메달을 획득했다.